# GABALL
GABALL（ガボール）は、2001年9月にデビューした日本の音楽ユニット。R and C（現・よしもとミュージック）所属。

## 概要
- 活動のテーマは「21世紀のYMO」「テクノ・トランスと映像を融合させた表現形態」[1]「日本のアンダーワールド・TOMATO」[2]「ビジュアル面から入ってもらうためのCG主導の音作り」[3]としている。
- ユニット名の由来は木根尚登の小説『CAROL』に出てくるユニット「GABALL SCREEN」から取られ[4]、名前が思いついた当時に「DVDが出来るずっと前から映像と音楽が一緒になっている機械・パッケージが出来ればいいと思っていた」と語り、その架空の規格に小室が勝手に「GABALL」と名付けていたのが元になっている[2]。
- トランスとテクノという、制作当時の日本人が好み難いジャンルを真正面から取り上げるなど、小室哲哉のキャリアの中でも非常にコアなプロジェクトに当たる。

## メンバー
- 小室哲哉
- DJ DRAGON - 小室と共にプロデューサー・ユニット「tatsumaki」としても活動。
- 原田大三郎

## 歴史
同時に設立されたレーベル「gaball screen」からの第一弾アーティスト。音楽面だけでなく、映像面とのコラボレーションも行っている。2001年11月には1st LIVE「REPRESENT 01」を16日にZepp Tokyo（東京）・24日にOZON（名古屋）で開催。
また、ユニット活動以外にも2002年に「SPEED TK RE-MIX」のリミックス、R9「trΛst」、Female non Fiction「FREEZE」のオーガナイズも手がけている。
2003年にはヴォーカルに韓国人歌手のJoanne（ジョアン）、メンバーのDRAGON、小室哲哉が名誉校長をつとめるCAT MUSIC COLLEGEからオーディションで合格したErikaを各トラックごとに起用したシングル「幸せの表現」を発売した。本作をリードシングルとした2ndアルバムの制作もされ、同年9月25日の発売を目指していたが、発売中止となってしまった。
それ以降は、表立った活動は行われておらず事実上の活動休止状態となっている。もっとも小室の活動に原田、DRAGONが参加する、2005年1月に小室が主催した「Tribal Kicks TV Party」でも両名が参加する等、メンバー間のコラボレーションワークは途絶えていない。
2008年4月、小室のMySpaceに「Represent 01」「Kuta Moon」の小室自身による（DJTK名義）リミックスが公表された。
2014年12月2日、フィーチャリングメンバーのJoanneがアメリカで交通事故により死去。享年26。

## ディスコグラフィ

### マキシシングル
1. 幸せの表現（2003年8月6日、YRCN-10017） 
  - よみうりテレビ・日本テレビ系列『14ヶ月～妻が子供に還っていく～』主題歌。
  - オリコンチャート週間21位。

### アルバム
1. REPRESENT_01（2001年9月12日、YRCN-36501）
  - CD-EXTRA仕様。
  - オリコンチャート週間59位。
2. UPGRADED（2002年6月26日、YRCN-36503）
  - CDとDVDの2枚組アルバム。DVDは1stアルバム『REPEESENT_01』のミュージック・ビデオ集。
  - | 全作曲・編曲: 小室哲哉。 |                                               |       |            |      |
| #                        | タイトル                                      | 作詞  | 作曲・編曲 | 時間 |
| 1.                       | 「ambient lounge (Hidetoshi Nakata's theme)」 |       | 小室哲哉   | 7:00 |
| 2.                       | 「LIFE OF VIBE (piano version)」              |       | 小室哲哉   | 9:11 |
| 合計時間:                | 合計時間:                                     | 16:11 |            |      |
  - | #  | タイトル                                | 作詞 | 作曲・編曲 |
| -- | --------------------------------------- | ---- | ---------- |
| 1. | 「GOING OUT THING・OUT OF PERSPECTIVE」 |      |            |
| 2. | 「LIFE OF VIBE」                        |      |            |
| 3. | 「PULSE OF IMPULSE」                    |      |            |
| 4. | 「ARIA」                                |      |            |
| 5. | 「CHANNEL B.P.M.」                      |      |            |
| 6. | 「KUTA MOON」                           |      |            |
| 7. | 「WIND OF YOU」                         |      |            |
| 8. | 「Represent 01」                        |      |            |

### LP
1. Represent 01 / CHANNEL B.P.M.（2002年1月17日、YRJN-38004）
  - 未CD化のリミックス「Represent 01 -MADRECKS MIX-」「CHANNEL B.P.M. -MITSUKI MIX-」を収録。

### ネット限定配信
1. Represent 01 (DJTK EDIT ROUGH)
2. Kuta Moon (DJTK EDIT ROUGH)

### 参加作品
1. ULTRAS 2002（2002年5月16日、YRCN-36502）
  - DJ DRAGON主導によって制作された、ウルトラス・ニッポンのコンピレーションアルバム。
2. AIDA 決めてくれー！（2002年5月29日、YRCN-36505）
  - 上記アルバムからのリカットシングル。
  - 小室哲哉・葉山たけしの両名によるプロデュース。
  - 「AIDA 決めてくれー！」ではジュゼッペ・ヴェルディの『アイーダ』「凱旋行進曲」をサンプリングしている。
  - 「I WILL SURVIVE」はグロリア・ゲイナーの「恋のサバイバル」（原題: I Will Survive）のカヴァーであり、KEIKOがボーカルを担当している。
  - | 全編曲: 小室哲哉（#3、編曲: 葉山たけし）。 |                                                                        |                                  |                                  |       |
| #                                          | タイトル                                                               | 作詞                             | 作曲                             | 時間  |
| 1.                                         | 「AIDA 決めてくれー！」                                                | ULTRAS NIPPON                    | VERDI                            | 3:16  |
| 2.                                         | 「ambient lounge (Hidetoshi Nakata's theme)」(GABALL)                  |                                  | 小室哲哉                         | 6:54  |
| 3.                                         | 「In the city」                                                        |                                  | 葉山たけし                       | 3:53  |
| 4.                                         | 「I WILL SURVIVE ～KEIKO VERSION～」(GABALL featuring KEIKO)           | FREDERICK J.PERREN・DINO FEKARIS | FREDERICK J.PERREN・DINO FEKARIS | 7:20  |
| 5.                                         | 「ambient lounge (Hidetoshi Nakata's theme) ～basic tracks～」(GABALL) |                                  | 小室哲哉                         | 6:53  |
| 合計時間:                                  | 合計時間:                                                              | 合計時間:                        | 合計時間:                        | 28:16 |